# 라울 타라고나
라울 타라고나(스페인어: Raúl Tarragona, 1987년 3월 6일 ~ )는 우루과이 국적의 축구 선수로, 포지션은 공격수다. 현재 우루과이의 CA 렌티스타스에서 뛰고 있다.